# Centrale à cycle combiné gaz de Landivisiau
La centrale à cycle combiné gaz de Landivisiau est située sur la commune de Landivisiau, au nord du département du Finistère en Bretagne. Annoncée en 2011, prévue pour fin 2016, elle entre en production le 31 mars 2022.

## Situation énergétique de la Bretagne
Au moment de la prise de décision de la construction de la centrale, les chiffres font état d'un taux de couverture électrique de 4,3 % en 2005 et 8,3 % en 2010, ce qui place la Bretagne en situation de fragilité électrique lors des périodes de forte demande,,. De plus, en 2010,  21,7 TWh d’électricité étaient consommés par an et à l'époque, les projections établies par RTE annonçaient, dans ses prévisions optimistes, une consommation de 23,5 TWh en 2020. Au vu de ces éléments est signé le pacte électrique breton qui prévoit notamment la construction d'une nouvelle ligne haute tension entre Lorient et Saint-Brieuc, inaugurée le 15 janvier 2018, d'une centrale électrique dans le nord Finistère ainsi que d'offrir une capacité de production de 3 600 MW d’électricité renouvelable à l'objectif 2020.

## Présentation
À la suite de la signature du pacte électrique breton fin 2010, il est décidé, début 2011, de construire une centrale électrique dans le nord-ouest du Finistère. Le marché est remporté par Direct Energie associé à Siemens en 2012 à travers la société Compagnie électrique de Bretagne créée pour l'occasion. Après de multiples retards du fait d'une vive opposition,,, la livraison était initialement prévue pour la fin 2016,, la construction d'une centrale de 446 MW est confiée en 2019 à l'entreprise Siemens pour un montant de 450 millions d'euros . À cela s'ajoute une redevance annuelles de 40 millions d'euros versée par Électricité de France,, pour contrat de rémunération de capacité. Après des essais à l'été 2021 et une prévision d'entrée en service en janvier 2022, elle entre finalement en production le 31 mars 2022. En avril 2022, elle est cédée pour moitié au fonds d'investissement Asterion Industrial Partners qui met en avant la qualité du contrat de prime capacitaire offert par l'Etat pendant 20 ans.

## Implantation
La centrale est construite sur un terrain de 7,5 hectares au nord de la ville de Landivisiau dans la zone industrielle du Vern.

## Construction
Alors que la livraison était prévue pour la fin 2016, les travaux débutent le 21 janvier 2019 par une dépollution visant notamment à rechercher des bombes de la seconde guerre mondiale. En juin de la même année, Siemens commence les travaux de terrassement. La construction du bâtiment débute en avril 2020,. Les deux turbines seront livrées lors du deuxième semestre 2020,

## Mise en service
Après des essais à compter du 3 novembre 2021, la centrale est livrée le 31 mars 2022.

## Historique
- 14 décembre 2010 : signature du pacte électrique breton
- 25 juin 2011 : appel d'offres publié sous le numéro 2011/S 120-198224[16]
- 28 février 2012 : choix du candidat retenu[24]
- 4 mars 2012 : première manifestation contre l'implantation de la centrale[9]
- 10 janvier 2013 : arrêté autorisant la construction de la centrale[11]
- 15 septembre au 31 octobre 2014 : enquêtes publiques[25]
- juillet 2018. Total rachète Direct Energie[26].
- 21 janvier 2019 : début des travaux[27]
- 31 mars 2022 : livraison de la centrale[18]
- Avril 2022 : vente de 50% des parts par Total Energie au fonds espagnol Asterion Industrial Partners[19].
- 20 octobre 2022 : inauguration officielle[28]

## Opposition

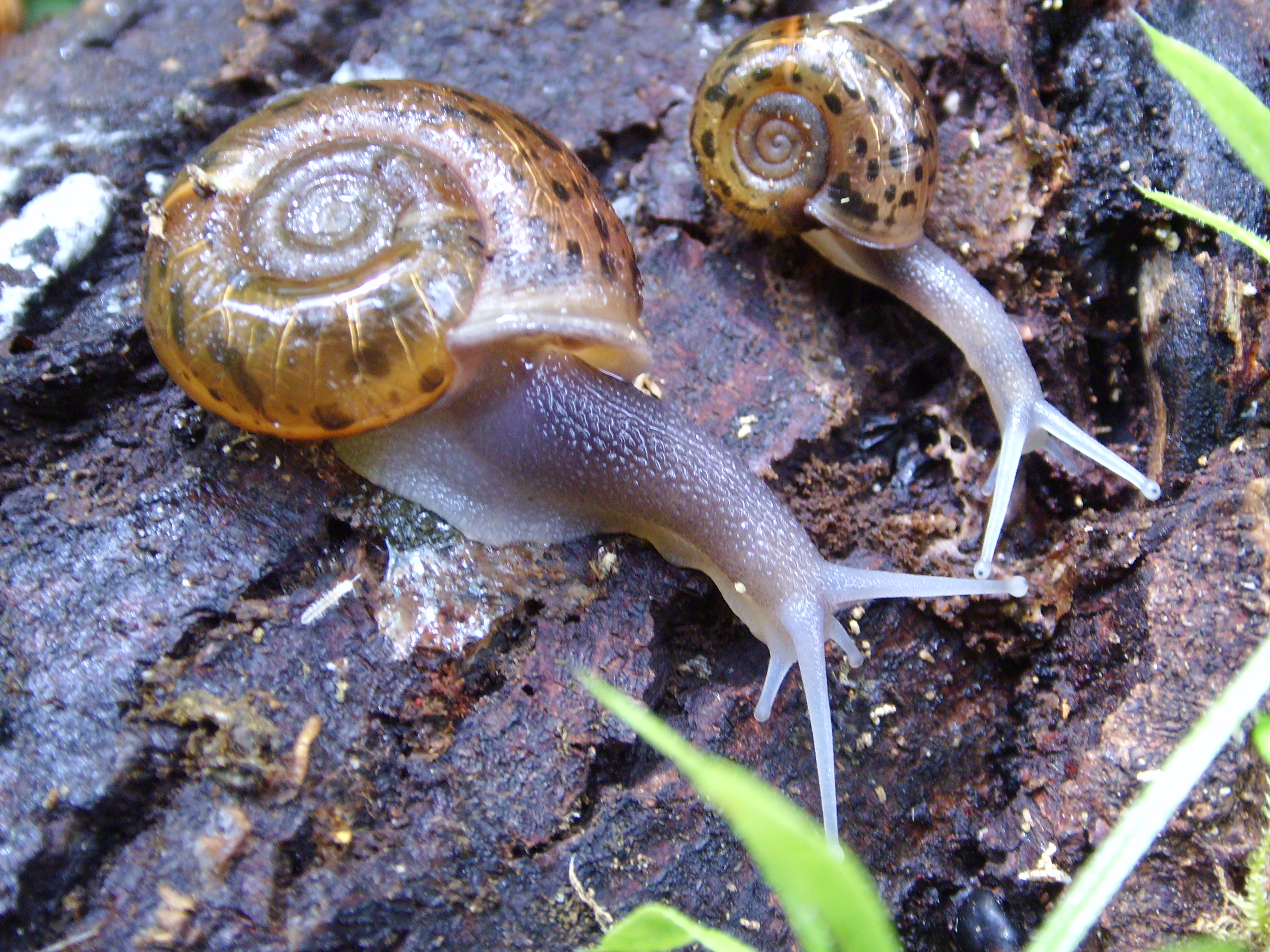
Deux escargots de Quimper.

Dès l'annonce du choix du projet le 28 février 2012, ses opposants se sont rapidement mobilisés et ont organisé une manifestation regroupant plus de mille personnes dans les rues de Landivisiau le 4 mars 2012. Parmi les arguments avancés par les opposants, il y a le rejet de plus d'un million de tonnes de CO2 par an dans l'atmosphère, la mise en service de la ligne haute tension de Lorient à Saint-Brieuc qui sécurise l'approvisionnement électrique de la Bretagne ainsi que la future ligne haute tension en provenance de l'Irlande dont la mise en service devrait se faire en 2026, sans oublier que la prévision d'augmentation de consommation prévue par RTE ne s'est pas produite alors qu'en 2020, la production électrique bretonne couvre environ 20% des besoins de la région. Le premier recours sera déposé en mars 2013. Fin octobre 2018, une rave party non autorisée s'est déroulée sur le site de la future centrale. La présence d'escargots de Quimper, espèce protégée, sera également le motif de porter le dossier devant la justice en 2018,. Le dernier recours déposé le sera à la CEDH en 2020 devant laquelle ils seront déboutés le 7 juillet 2021.